# کوارتز هیل (کالیفرنیا)
کوارتز هیل (به انگلیسی: Quartz Hill) یک منطقهٔ مسکونی در ایالات متحده آمریکا است که در شهرستان لس‌آنجلس، کالیفرنیا واقع شده‌است. کوارتز هیل ۹٫۷۴۵ کیلومتر مربع مساحت و ۱۰٬۹۱۲ نفر جمعیت دارد و ۷۶۱ متر بالاتر از سطح دریا واقع شده‌است.